# Inflation en Suisse

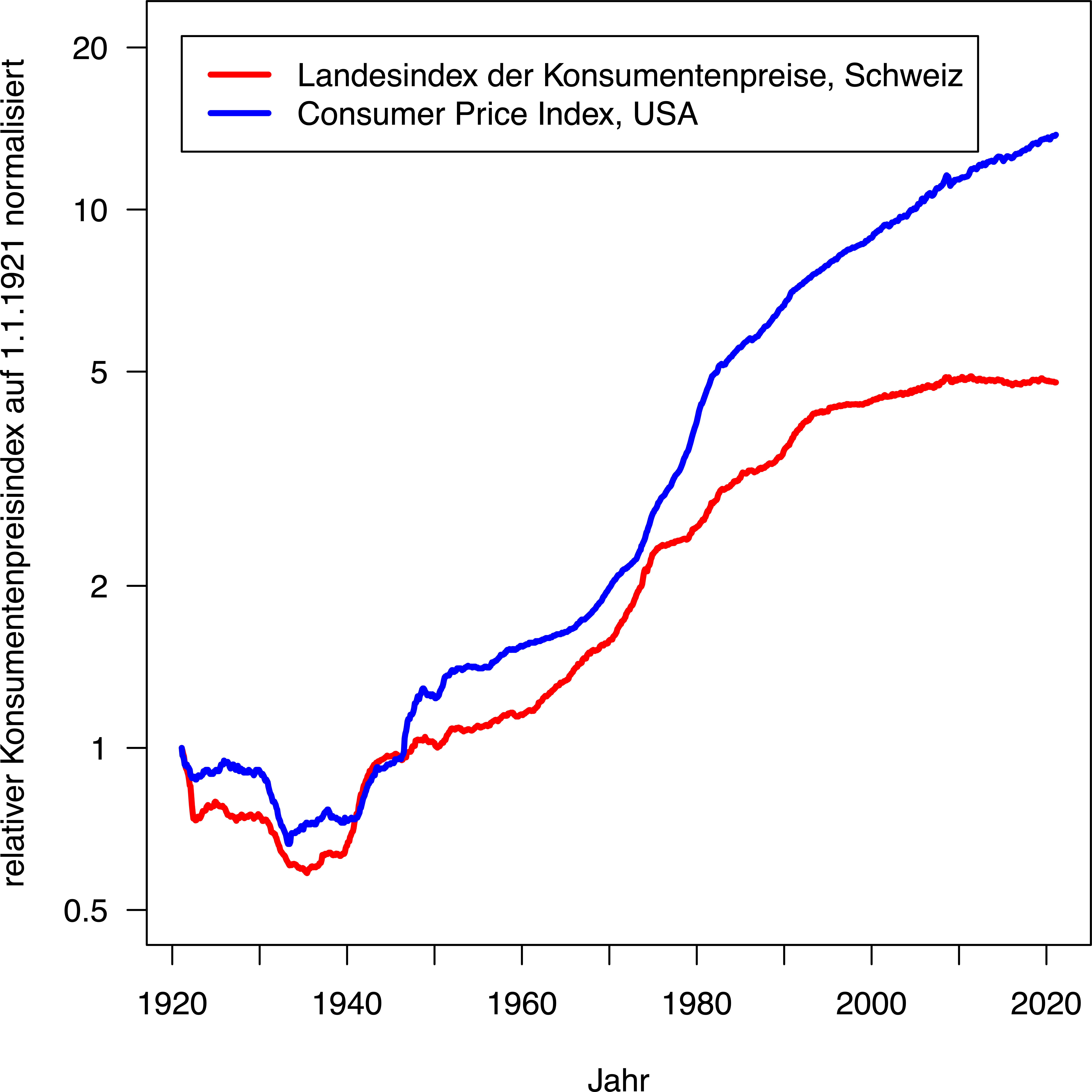
À partir du 1 janvier 1921, index du prix à la consommation de l'office des statistiques suisse, avec comparaison avec le même index aux Etats-Unis.

Le problème de l'Inflation se rencontre en Suisse depuis l'introduction des Francs Suisses à l'occasion de la création de l'état fédéral en 1848 mais n'a jamais causé de difficultés fondamentales en termes d'hyperinflation. L'inflation a jusqu'à présent atteint des proportions plus importantes, en particulier dans la première moitié des années 1970.

## Histoire
Dans l'après-guerre, outre les années 1970, la Suisse a connu des phases d'inflation accentuée entre 1980 et 1990 (hausse des prix de 96 points d'indice, mesurés sur une base 100 en 1955).
Entre 1970 et 1975, l'indice a augmenté de 67 points (avec un pic de 9 % en 1973). Les principales causes étaient les interventions monétaires de la Banque nationale suisse (BNS), dont les conséquences de la fuite des capitaux spéculatifs internationaux vers la devise forte francs – en raison de la dissolution du Système de Bretton Woods - tenté de s'affaiblir en vendant de la monnaie locale et en l'échangeant contre des devises étrangères; la pression à l'appréciation a posé à l'économie d'exportation des problèmes de prix majeurs. La nouvelle masse monétaire en francs suisses créée par les interventions de la Banque nationale a afflué dans l'économie nationale, surtout dans l'industrie de la construction. Comme une politique encore relativement restrictive vis-à-vis des étrangers était appliquée dans le pays au même moment, l'industrie de la construction n'a pas pu faire face à l'explosion de la demande de main-d'œuvre avec l'offre de travailleurs : une inflation de la demande s'est produite, qui a été exacerbée par l'inflation des coûts importés en raison de la crise des prix du pétrole.
Cette inflation a été principalement combattue par la politique de réserve minimale de la Banque nationale suisse et les politiques de dépenses anticyclique de la Confédération, des cantons et des communes, qui ont reporté des projets d'investissement qui n'étaient pas Très urgent. Le plafond de crédit a également été utilisé pendant une période plus courte.